# Поляков, Александр Васильевич
Александр Васильевич Поляков (1801—1835) — русский живописец-портретист, ассистент Джорджа Доу при написании портретов для Военной галереи Зимнего дворца.

## Биография
Родившийся в 1801 году, крепостной генерала П. Я. Корнилова был отдан в 1822 году в помощники Джорджу Доу. По договору Поляков поступал «в ученье и работу» к Доу вплоть до его отъездa в Англию с условием отпускать крепостного живописцa в вечерние классы в Академию художеств. Жалованья ему было положено 800 рублей в год. «Но из сей суммы господин Доу дает ему только 350 рублей, остальные 450 оставляет в уплату за квартиру и за стол, хотя сей последний он имеет с его лакеями», — писал Комитет Общества поощрения художников. Доу писал портреты для Военной галереи героев Отечественной войны 1812 года. Некоторые из этих портретов писал Поляков, но подписывался под ними сам Доу. Многие десятилетия спустя специалисты пришли к выводу, что Поляков ещё и реставрировал большое число почерневших портретов, небрежно выполненных Доу.
В 1833 году, уже после освобождения Полякова от крепостной зависимости, президент Российской академии художеств А. Н. Оленин подписал постановление о возведении Александра Полякова в ранг свободного художника.
Из собственных работ Полякова известны: «Пётр I на корабельной верфи с видом на Амстердам» (1819) и «Портрет Императора Николая I» (1829), «Портрет А. Н. Греча». Имеются его работы также в Государственном историческом музее в Москве и Костромском художественном музее: «Портрет близнецов Аркадия и Ивана Корниловых», «Портрет М. Ф. Корниловой и М. Л. Куломзиной», «Портрет Е. П. Корнилова».
Стал одним из главных персонажей исторического романа В. М. Глинки «Судьба дворцового гренадера».
Умер 9 (21) января 1835 года в Санкт-Петербурге.

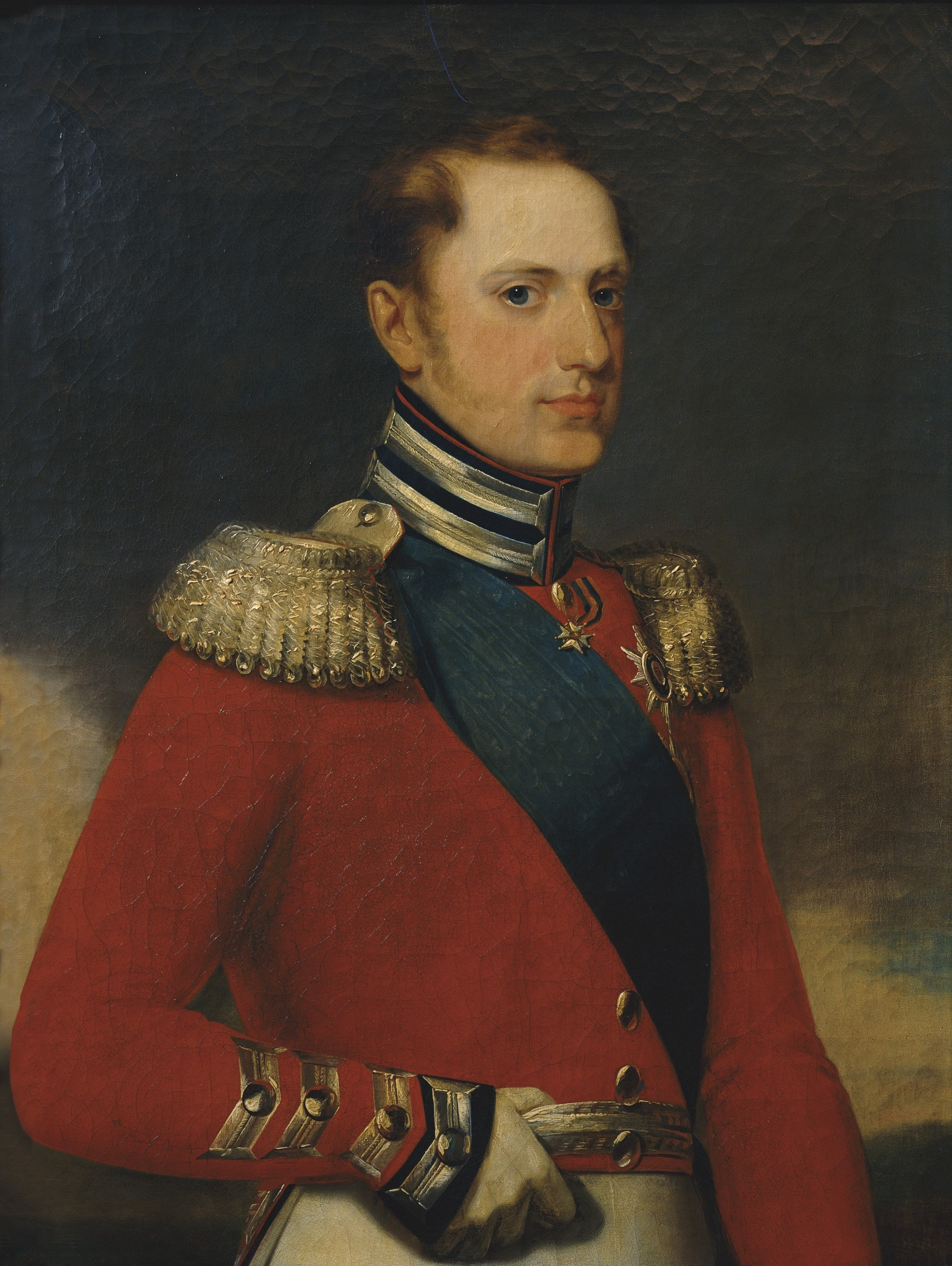
Портрет императора Николая I, 1829 г.
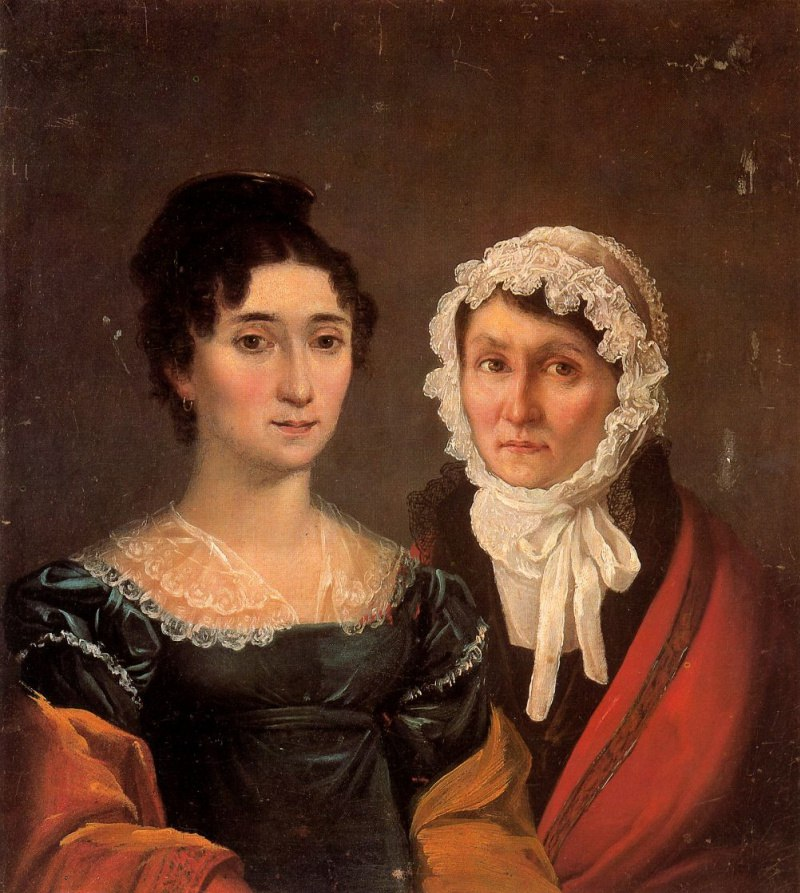
Портрет М. Ф. Кониловой и М. Л. Куломзиной, 1830-е гг.
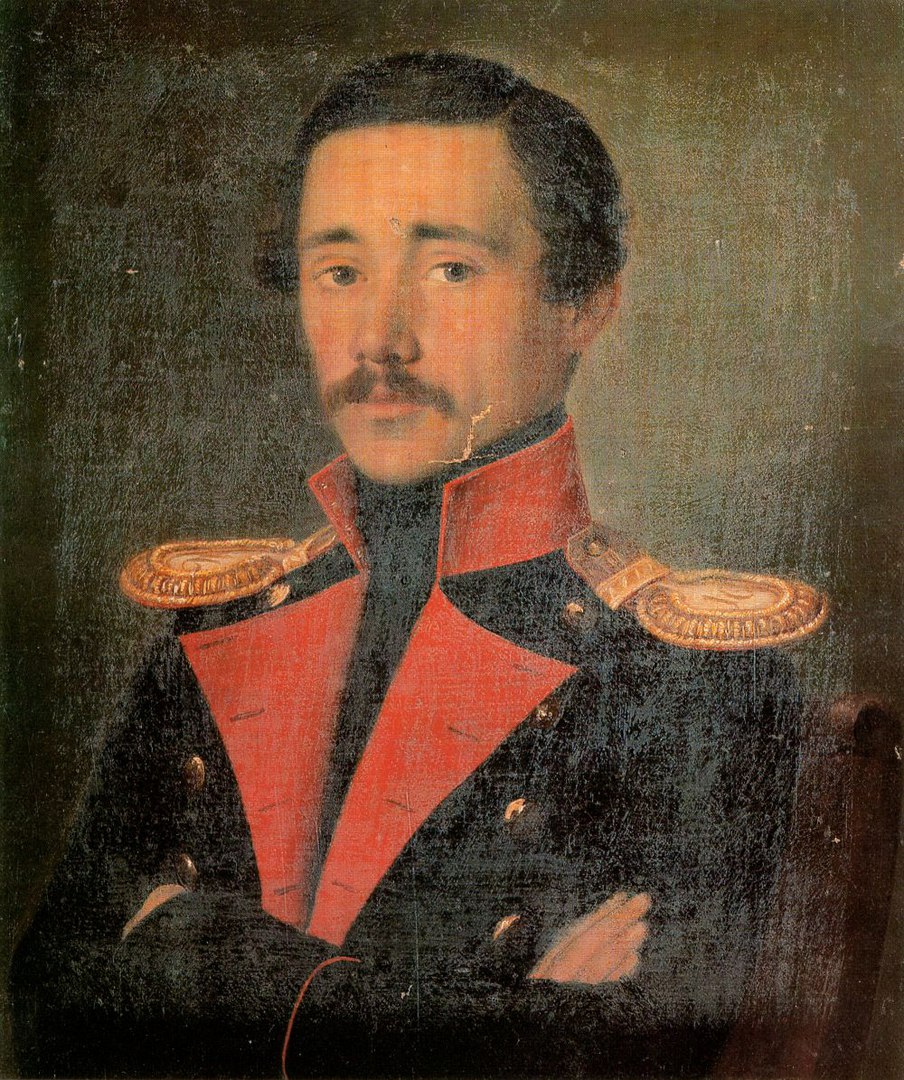
Портрет Евгения Петровича Корнилова, 1830 г.
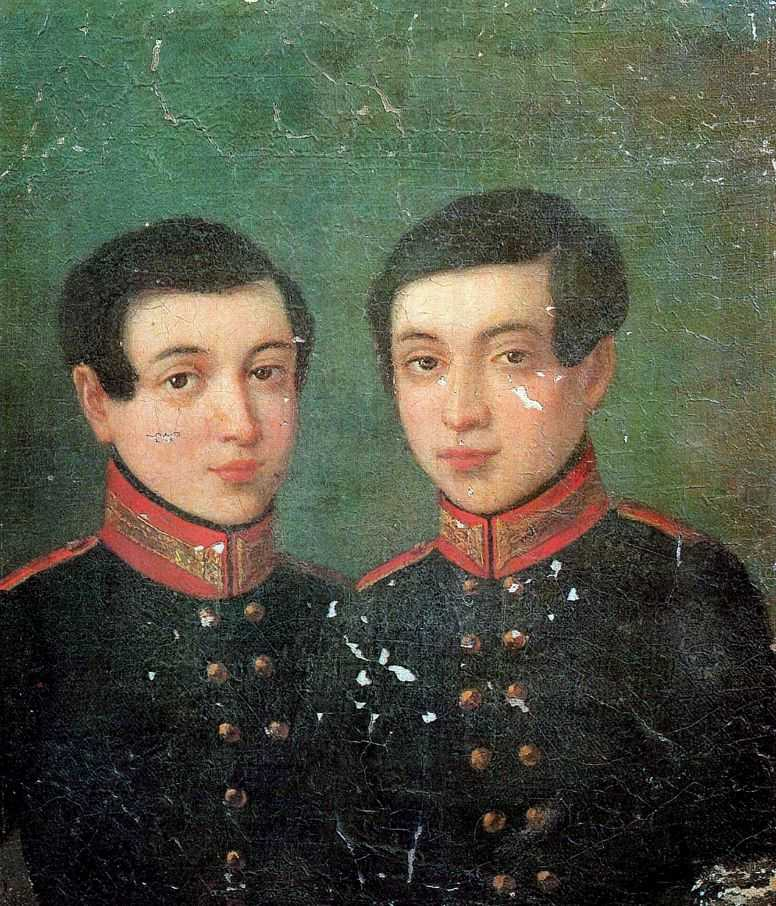
Портрет близнецов Аркадия и Ивана Петровичей Корниловых, 1830 г.